# Estefanía Banini
Estefanía Romina Banini Ruiz (Mendoza, 21 giugno 1990) è una calciatrice argentina, centrocampista del Levante Badalona.

## Carriera
Nel 2019 partecipa al campionato mondiale con la nazionale argentina.

## Palmarès

### Club
- Coppa della Regina: 1

Atlético Madrid: 2022-2023